# Gul taggsvamp

Gul taggsvamp (Hydnellum geogenium) är en svampart som först beskrevs av Elias Fries, och fick sitt nu gällande namn av Banker 1913. Gul taggsvamp ingår i släktet korktaggsvampar och familjen Bankeraceae.  Arten är reproducerande i Sverige. Inga underarter finns listade i Catalogue of Life.

## Bildgalleri

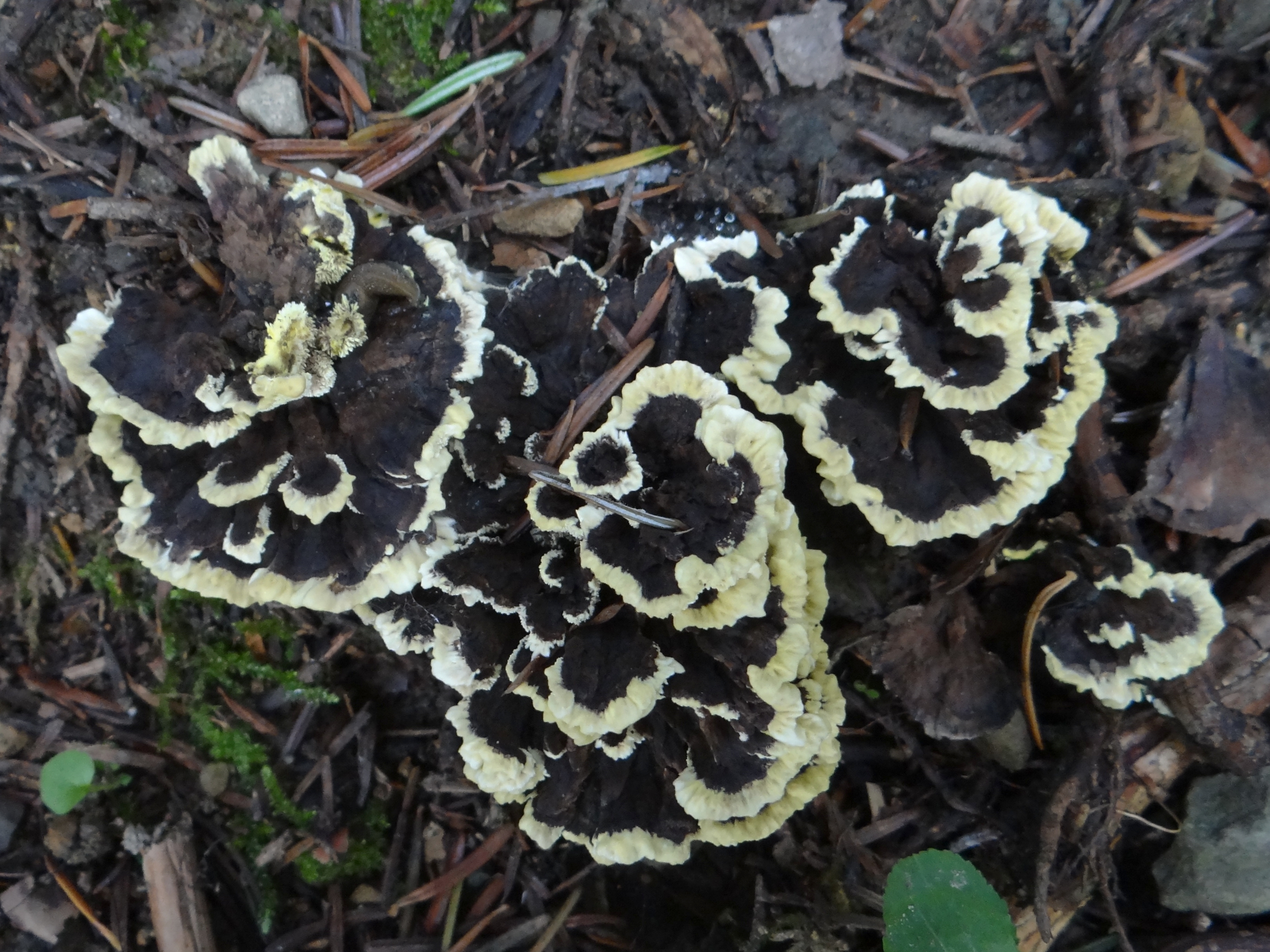
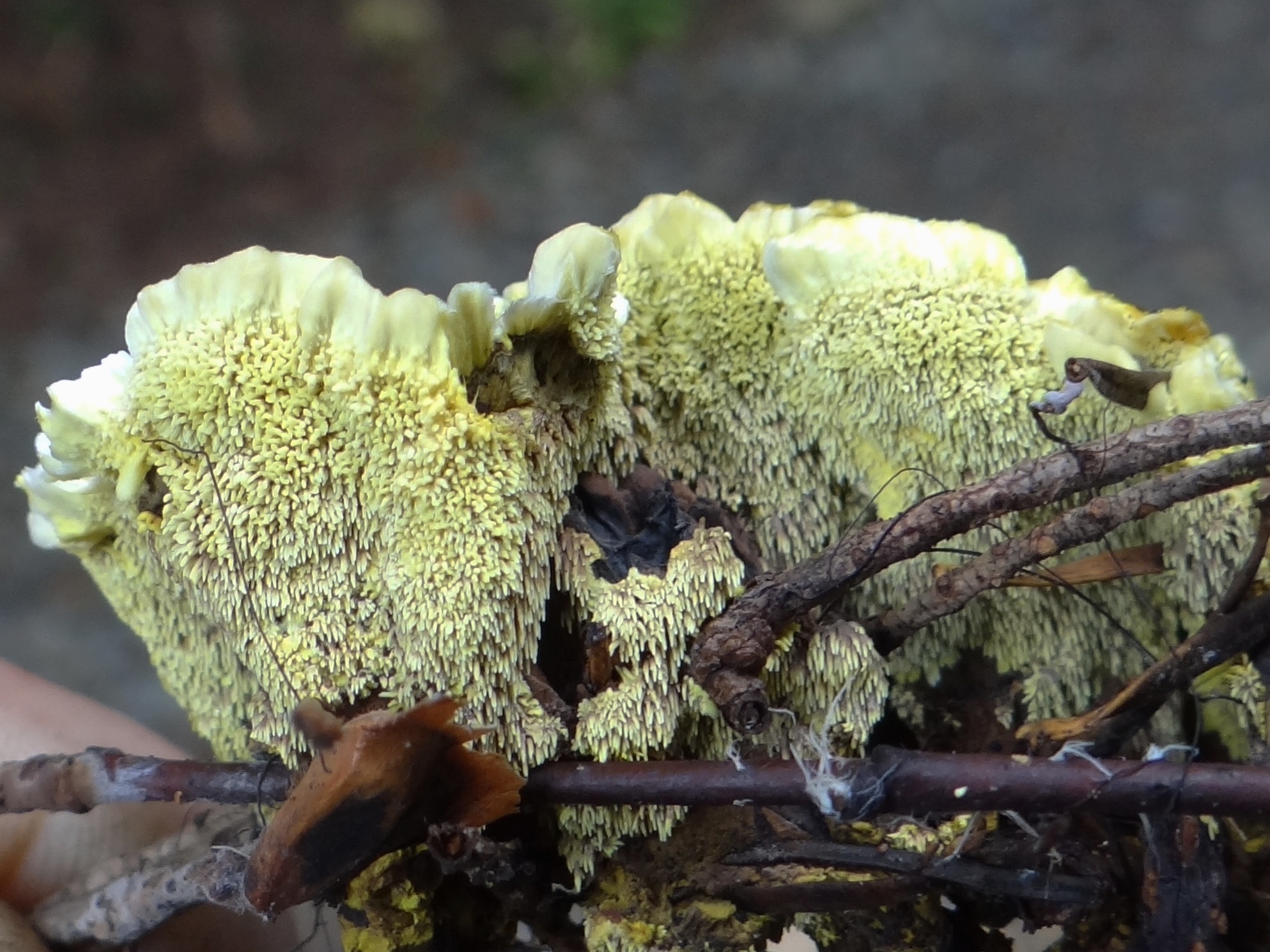